# Familie Watson
De familie Watson was een acteursgezin met negen kinderen. De kinderen speelden samen mee in meer dan duizend films.
Het gezin werd in 1999 geëerd met een ster op de Hollywood Walk of Fame.

## Gezinsleden
James Caughney Watson (1890-1968) en Golda Gladdis Wimer (1873-1979) hadden negen kinderen:
- Coy Watson jr. (1912-2009), verscheen in The Keystone Cops. Stierf op 96-jarige leeftijd aan de gevolgen van maagkanker.
- Vivian Watson (1915-1994)
- Gloria Watson (1917-1997)
- Louise Watson (1919-2018), maakte haar debuut in Taxi 13 (1928), speelde haar laatste rol in 2011. Overleden op 5 juni 2018 op 98-jarige leeftijd.
- Harry Watson (1921-2001), speelde onder meer mee in Mr. Smith Goes to Washington (1939).
- Billy Watson (1923-2022), debuut als kindacteur in Old Chicago (1938) en Mr. Smith Goes to Washington (1939). Overleden op 17 februari 2022 op 98-jarige leeftijd.
- Delmar Watson (1926-2008), speelde onder meer mee in Heidi (1937) met Shirley Temple en Mr. Smith Goes to Washington (1939).
- Garry Watson (1928)
- Bobs Watson (1930-1999), speelde onder meer mee met Spencer Tracy in Boys Town (1938).